# Amarawadgi, Hungund
Amarawadgi là một làng thuộc tehsil Hungund, huyện Bagalkot, bang Karnataka, Ấn Độ.